# 帕克斯天文台
帕克斯天文台（英語：Parkes Observatory）是位于澳大利亚新南威尔士州帕克斯北部20千米的射电天文台。